# Brenderup Kirke
Brenderup Kirke er en middelalderlig kirke i den sydlige del af Brenderup, ca. 15 km Ø for Middelfart (Region Syddanmark). Indtil Kommunalreformen i 2007 lå den i Fyns Amt, og indtil Kommunalreformen i 1970 i Vends Herred (Odense Amt)
Kirken var i middelalderen viet til Sankt Peter. Kor og skib er opført i romansk tid af granitkvadre over profileret sokkel, koret har haft rundt apsis.
De oprindelige retkantede døre er tilmuret, i skibets nordmur ses et romansk vindue. I sengotisk tid blev koret forlænget mod øst. Tårnet blev opført i sengotisk tid.
I senmiddelalderen fik kor og skib indbygget hvælv, samtidig blev korbuen udvidet. Altertavlen er udført i 1641 på bekostning af Erik Bille til Kærsgård, maleriet er fra midten af 1800-tallet. I kirken ses en Mariafigur og en Petersfigur samt apostelfigurer, som formodentlig stammer fra en sengotisk altertavle, der dateres til 1510-20 og tillægges Claus Bergs værksted i Odense. Prædikestolen dateres til 1602 og har en vis lighed med prædikestolen i Fjelsted Kirke. På skibets nordvæg er ophængt en korsfæstelsesgruppe fra o.1475.
I kirken ses en gravsten med anevåben over Magdalene og Margrethe Emmiksdatter (død 1598 og 1581).
Den romanske granitfont har fire fremspringende hoveder og rankeværk på kummen.